# Komorní hůrka
Komorní hůrka (německy Kammerbühl) je kopec (504 m n. m.) na Chebsku a zároveň národní přírodní památka o rozloze 7,08 ha na katastru místních částí měst Chebu a Františkových Lázní – Skalky a Slatiny. Komorní hůrka je součástí Geoparku Egeria, části Česko-bavorského geoparku. Národní přírodní památka je spravována prostřednictvím regionálního pracoviště AOPK ČR - Správy CHKO Slavkovský les.

## Charakteristika lokality
Komorní hůrka je jednou z nejmladších čtvrtohorních sopek (vulkánů) na území České republiky. Jedná se o zalesněný kopec – sypaný (struskový) kužel, tvořený vulkanickým materiálem. V jeho odlesněné východní části je opuštěný jámový lom, štola a skalní výchozy. Lokalita se nachází na území geomorfologické jednotky (celku) Chebská pánev.

### Vznik a stáří sopky
V řadě pramenů, včetně seznamu chráněných území AOPK ČR, je citována původní domněnka, že Komorní hůrka je nejmladší sopkou, která byla v minulosti činná na území České republiky. Ve stínu věhlasu Komorní hůrky zůstává poněkud skryto povědomí o další čtvrtohorní sopce Chebska Železné hůrce, vzdálené od Komorní hůrky asi 14,5 km vzdušnou čarou směrem na jihovýchod. Údaje o stáří obou sopek se pohybují v rozmezí 200 000 až 1 milión let. Podle radiometrického měření (datování) je stáří Komorní hůrky nejčastěji odhadováno na 250 000–400 000 let. Dle průzkumu z počátku 21. století by mohlo stáří Železné hůrky být 150 000–400 000 let, čímž není vyloučeno, že nejmladší sopkou na území České republiky by mohl být právě tento čtvrtohorní vulkán. Problematikou datace aktivity západočeských sopek Komorní hůrka a Železná hůrka se zabývali i vědci z Geografického ústavu Univerzity v Heidelbergu (SRN).

### Geologie
Komorní hůrka vznikla ve čtvrtohorách na dně vysychajícího slaného jezera erupční aktivitou tzv. strombolského typu, pojmenovanou podle stejnojmenné sopky v Tyrhénském moři. V závěrečné fázi jícen sopky vyplnil čedič (olivinický nefelinit) a překryl i oblast sopečného popela na jihozápadní straně sopky.

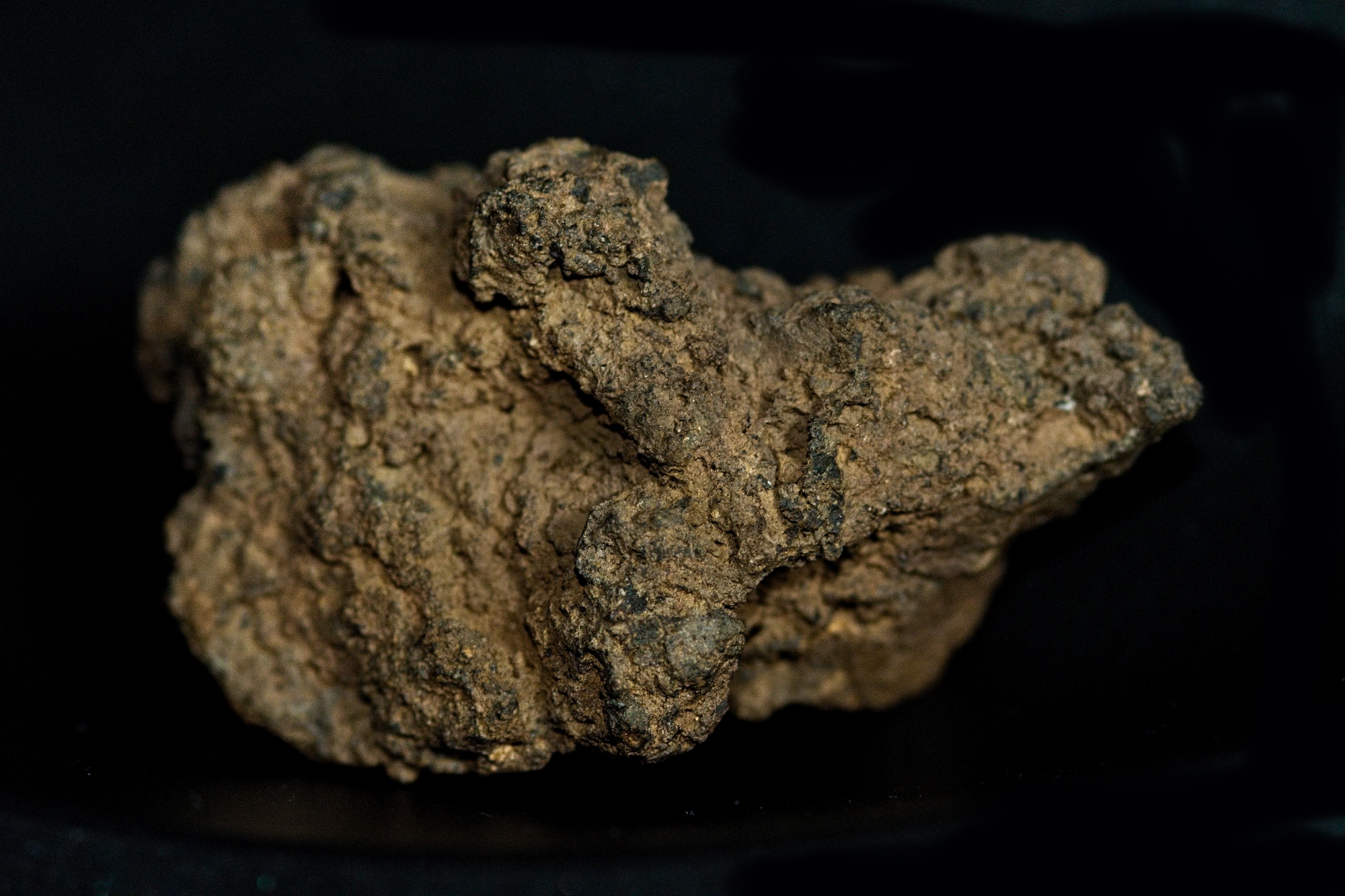
Detail strusky z kužele Komorní hůrky

Kopec je torzem struskového kužele malého čedičového vulkánu, vystupujícího z Chebské pánve na křížení chebsko-domažlického příkopu a západního okraje oherského riftu. Jedná se o vulkanický vrch stratovulkánového typu s projevy střídajících se erupcí bazaltoidních lávových výlevů a vulkanického popela. V usazených tufech se vyskytují nejen sopečné pumy, ale i xenolity vytržené erupcí z okolního pláště metamorfitů a granitů. Vzácně lze v této lokalitě nalézt i porcelanity.
Sopečné strusky a tufy, obsahující bazaltoidní sopečné pumy o velikosti až 50 cm, se v jámovém lomu těžily tak intenzívně, že torzo struskového kužele v průběhu 20. století prakticky celé zmizelo.

### Flóra
Přestože hlavní význam lokality spočívá v dokladu tektonických jevů ve kvartéru, je zároveň významná z botanického hlediska. Nejpestřejší je opuštěná těžební jáma. Rozhodujícím faktorem je oslunění plochy chráněné před větrem a výživný substrát sopečných tufů. V prostoru opuštěné jámy bylo zaznamenáno více než 100 druhů cévnatých rostlin. Nejcennější rostlinou je vstavač kukačka (Anacamptis morio, syn. Orchis morio), který pro rok 2021 vybral hlavní výbor České botanické společnosti jako rostlinu roku 2021. Tamní populace je sledována již od roku 1995. V posledních deseti letech zde počet kvetoucích jedinců jen jednou klesl pod tisíc. Na jaře 2021 zde bylo napočítáno asi 4200 rozkvetlých rostlin.

## Stav lokality na počátku 21. století
Komorní hůrka byla původně bezlesá, nyní jsou místa, kde by bylo možno v terénu studovat její geologickou minulost, zcela zarostlá a nepřehledná. Tuto skutečnost však poněkud vyvažuje uskutečnění projektu Naučné stezky Komorní hůrka s pečlivě vypracovanými informačními panely. Zatravněný prostor bývalé jámy na těžbu štěrku se stal postupem času významnou botanickou lokalitou, k čemuž přispělo zdejší specifické teplé a suché podnebí (mikroklima). Za zmínku stojí především výskyt silně ohroženého vstavače kukačky.
Od roku 2004 probíhala při jižním úpatí Komorní hůrky, přímo v těsném sousedství hranic národní přírodní památky, realizace developerského projektu Komorní Dvůr – výstavba nové rezidenční čtvrti rodinných domů. Součástí tohoto komplexu je i nový hotel s welnesscentrem.

## Goethe na Komorní hůrce
Johann Wolfgang Goethe nebyl pouze znamenitý literát, ale také vzdělaný přírodovědec. V Česku pobýval celkem 17krát a až na jedinou výjimku jezdil vždy do západních nebo severních Čech. Komorní hůrku navštívil poprvé v roce 1806. Nesl si s sebou německý dopis-spis Ignáce Antonína Borna O vyhaslé sopce u města Chebu (Praha, 1773), který byl původně adresován hraběti Františku Josefu Kinskému – muži, který jako první rozeznal, že Komorní hůrka je sopka a že nevznikla usazováním hornin ve vodním prostředí, jak se do té doby soudilo. Goethe už tehdy v souladu s Bornem připustil, že jde o sopku. A vracel se sem ještě v letech 1811, 1820 a 1822 („Myslel na ni jistě dvacet let.“ Václav Cílek). Naposledy sopku navštívil společně s hrabětem Kašparem Šternberkem, švédským chemikem Jönsem Jacobem Berzeliem (ten okamžitě poznal, že jde o vulkán) a chebským radou Josephem Sebastianem Grünerem (asi 1779 –1864). Byl to právě Goethe, kdo navrhl hraběti Šternberkovi (pod vlivem původního návrhu Borna), aby dal do nitra kopce razit štolu. Nynější portál štoly je však podle geologa Václava Cílka padělek, resp. památník.

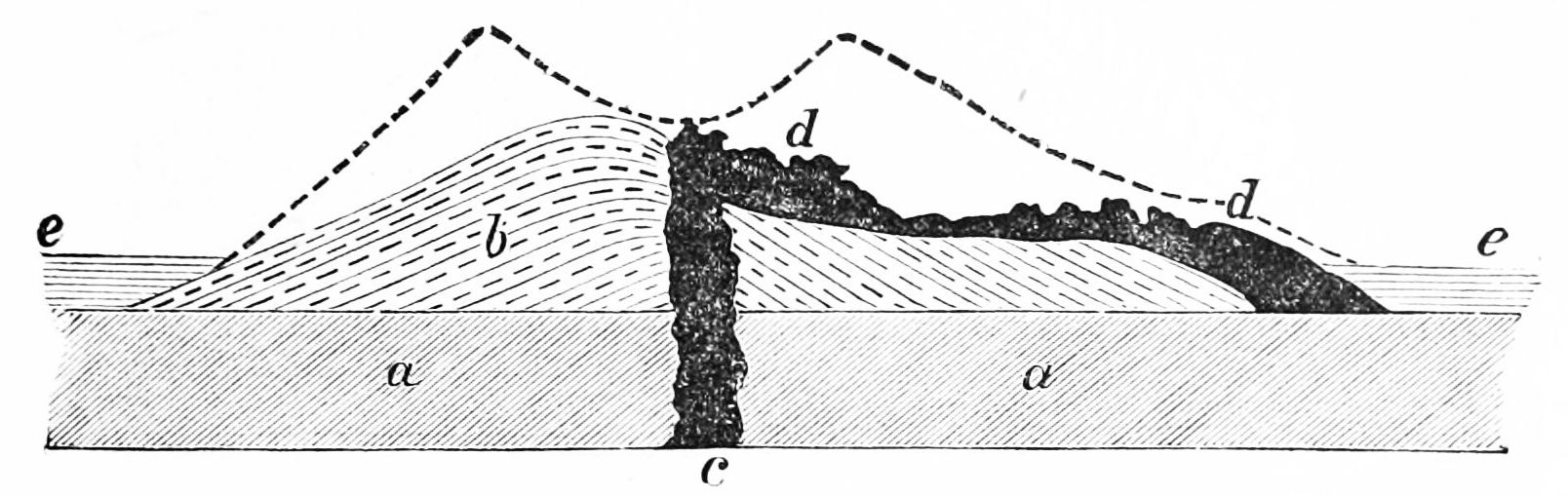
Schematický průřez čtvrtohorním vulkánem Komorní hůrka

Kvůli zajištění peněz byl tento návrh realizován Kašparem Šternberkem až po Goethově smrti. V roce 1837 byla dokončena ražba 300 metrů dlouhých důlních chodeb do nitra Komorní hůrky, které přinesly nezvratný důkaz o jejím vulkanickém původu. Na vstupním žulovém portálu do nyní už zavalených štol to dosud připomíná pamětní nápis: „DEN NATURFREUNDEN GEWIDMET von G. K. STERNBERG MDCCCXXXVII“ (Přátelům přírody věnoval hrabě Kašpar Šternberk – 1837).
Západním Čechám a zejména Komorní hůrce vděčí Goethe zřejmě také za velkou část své literární inspirace, jak zmiňuje Václav Cílek: „A přesto se zdá, že této nejmenší a nejnepatrnější sopce, poslednímu chudáku v řadě vulkánů, vděčí Goethe za hlubokou část své inspirace, za vhled do světa zemských sil.“ Vedle Goetha později Komorní hůrka inspirovala například také západočeského básníka Petra Maděru a další.

## Místní pověsti
Ke Komorní hůrce se váže několik pověstí, v nichž se odráží, jak si místní obyvatelé snažili vysvětlit zvláštní geologické jevy v tomto regionu.

### Pověsti očerných mužíčcích
(překlad německého textu z 19. století)

#### Nezvaný host
U Františkových Lázní je kopec Komorní hůrka. V tomto kopci je otvor, kterému se říká Trpasličí jeskyně. Od nepaměti zde v podzemí žili malí černí mužíčci, kteří lidem spíše škodili, než pomáhali. Jednou, když místní mladý sedlák obcházel své hospodářství, vynořil se před ním z křoví mužíček asi 1,5 stopy vysoký. Měl černý kabát a na hlavě černý klobouk s pérem. Skřítek požádal mladého hospodáře o nocleh a ten mu ochotně vyhověl. Ráno našel sedlák hostovu postel prázdnou a s ním zmizely i peníze, které předtím trpaslík za nocleh zaplatil.

#### Ozlém lesníkovi
Poblíž Chebu žil jeden lesník, který měl velmi zlou a bezcitnou povahu. Ten lesník nakoupil pozemky jižně od Komorní hůrky a postavil si zde velký statek. Avšak každou noc mu trpaslíci zbořili část budov. Lesník se o tom přesvědčil sám, když v noci pozoroval vstup do jeskyně a viděl, jak z ní vycházejí skřítci s kladivy, krumpáči, pilami a sekerami. Poté, co trpaslíci všechno zničili, se vrátili zpět do jeskyně. Lesník vše viděl, ale jako by byl očarován a nedokázal proti nim zasáhnout. Věděl ale, že trpaslíci opouštějí jeskyni jen v době, kdy Měsíc přechází do úplňku. Také se věřilo, že zvuk zvonu má kouzelnou moc a dokáže spoutat a zažehnat bytosti, žijící v podzemí. Lesník proto pověsil na trám ve svém domě velký zvon a čekal. Když nastala půlnoc, rozhoupal zvon. Po prvních úderech zvonu zazněl z nitra hory děsivý hluk a z otvoru jeskyně vyšlehly plameny. Hluk sílil a budova statku skřípěla a otřásala se v základech. Vzápětí vše zmizelo a nikdo pak už nikdy nespatřil ani lesníka, ani jeho dům.

## Fotogalerie

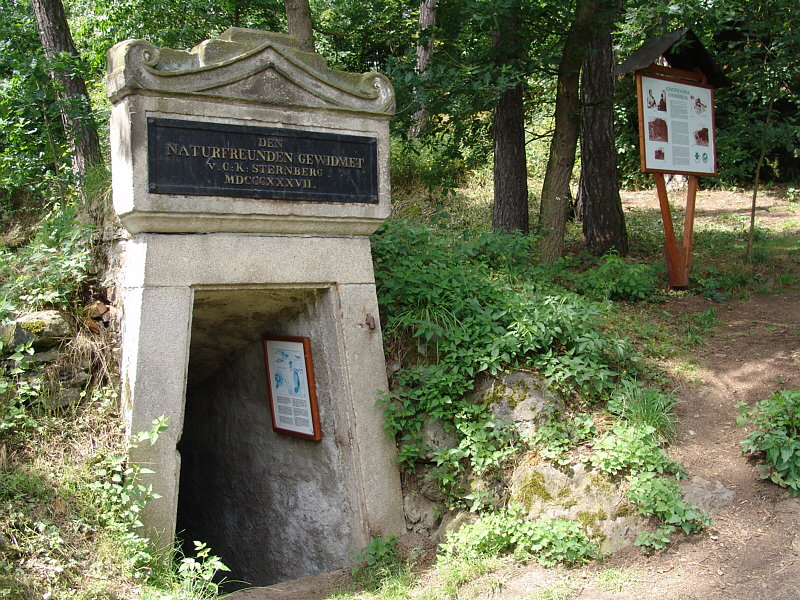
Pamětní deska hraběte Kašpara Šternberka nad portálem štoly
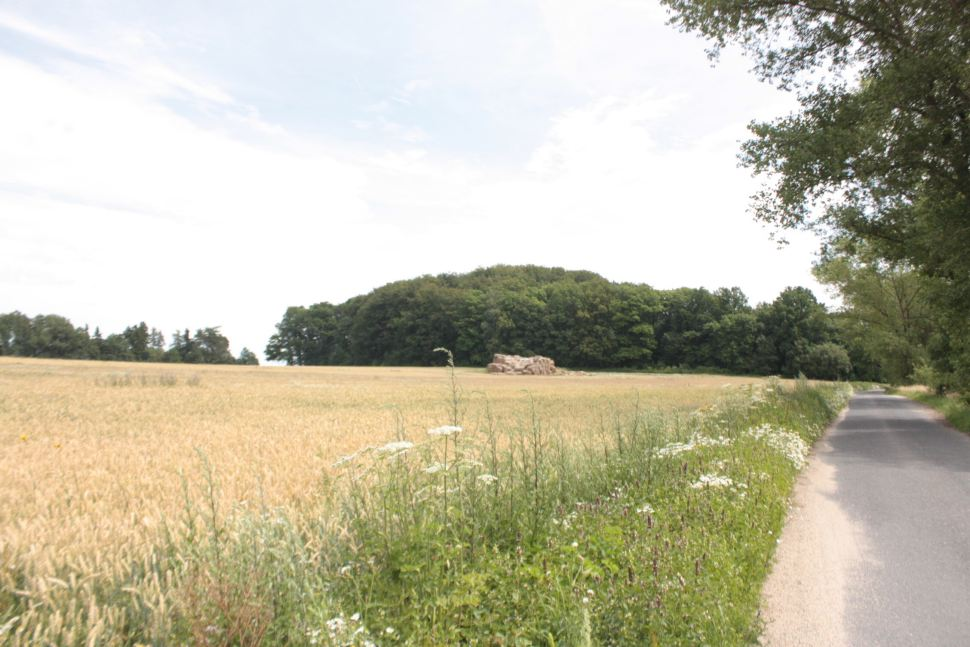
Komorní hůrka je již částečně zalesněná, není vidět ani starý lom
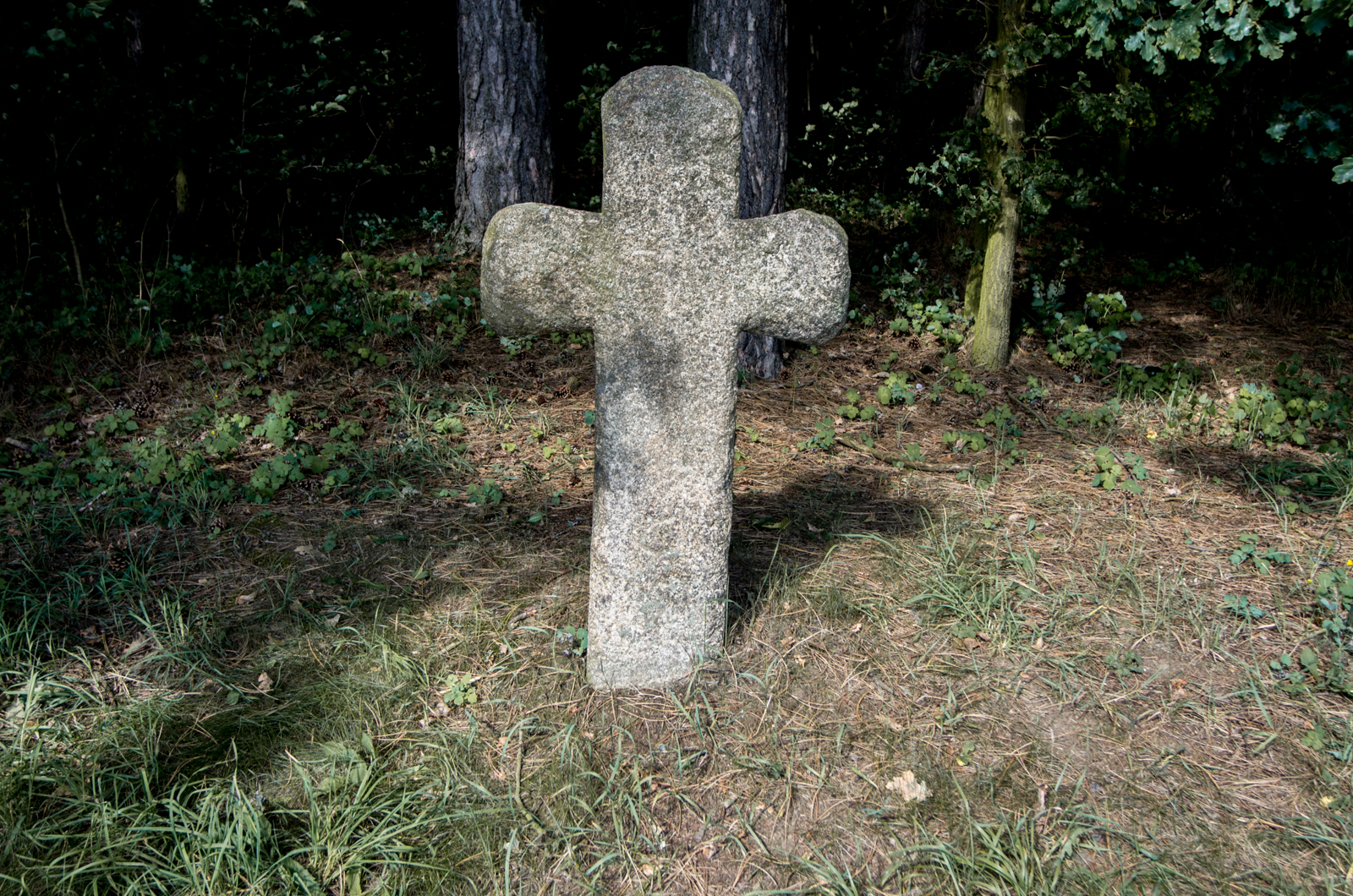
Smírčí kříž pod Komorní hůrkou
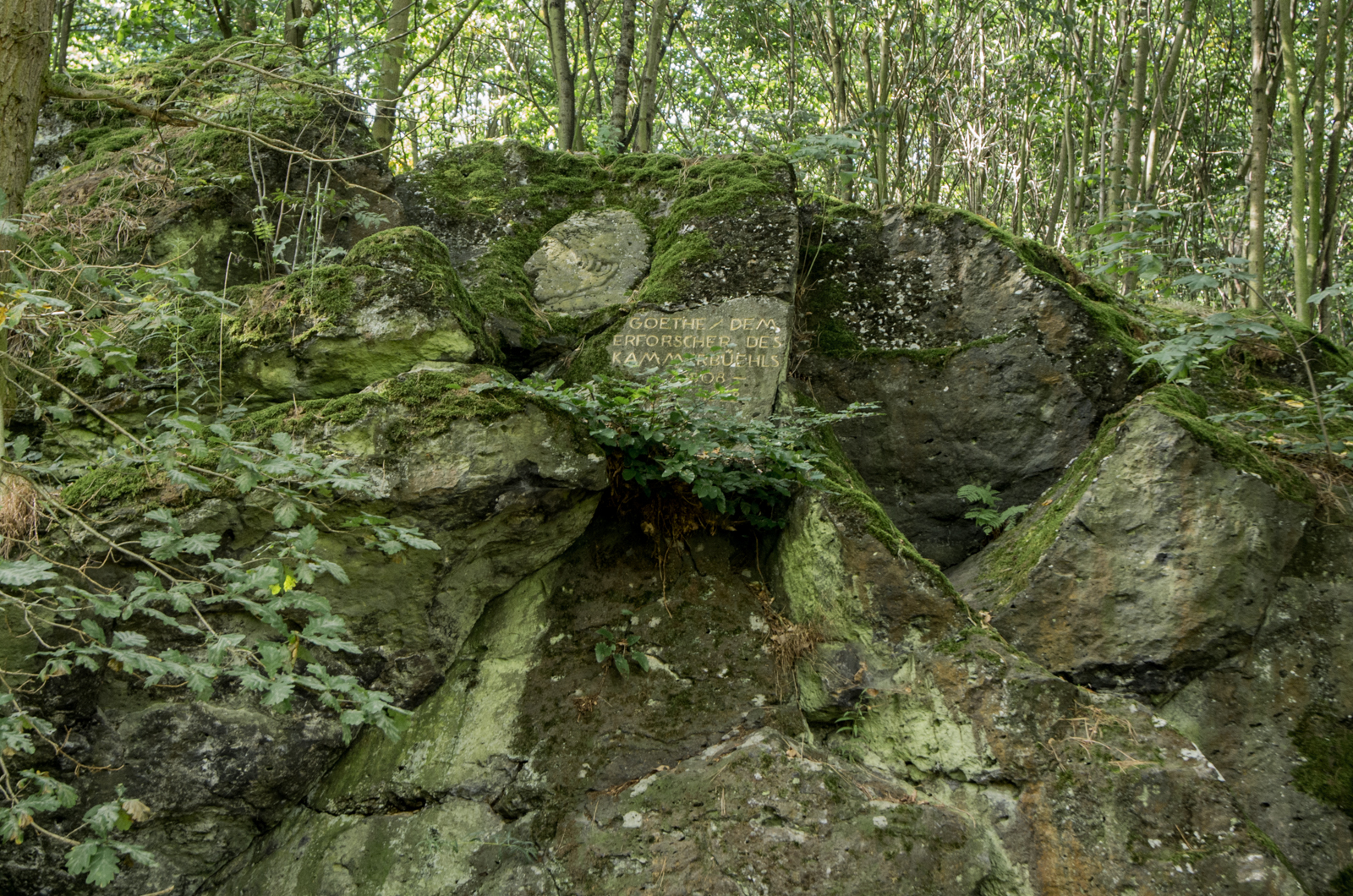
Portrét J.W.Goetha s nápisem „Goethovi, badateli Komorní hůrky"
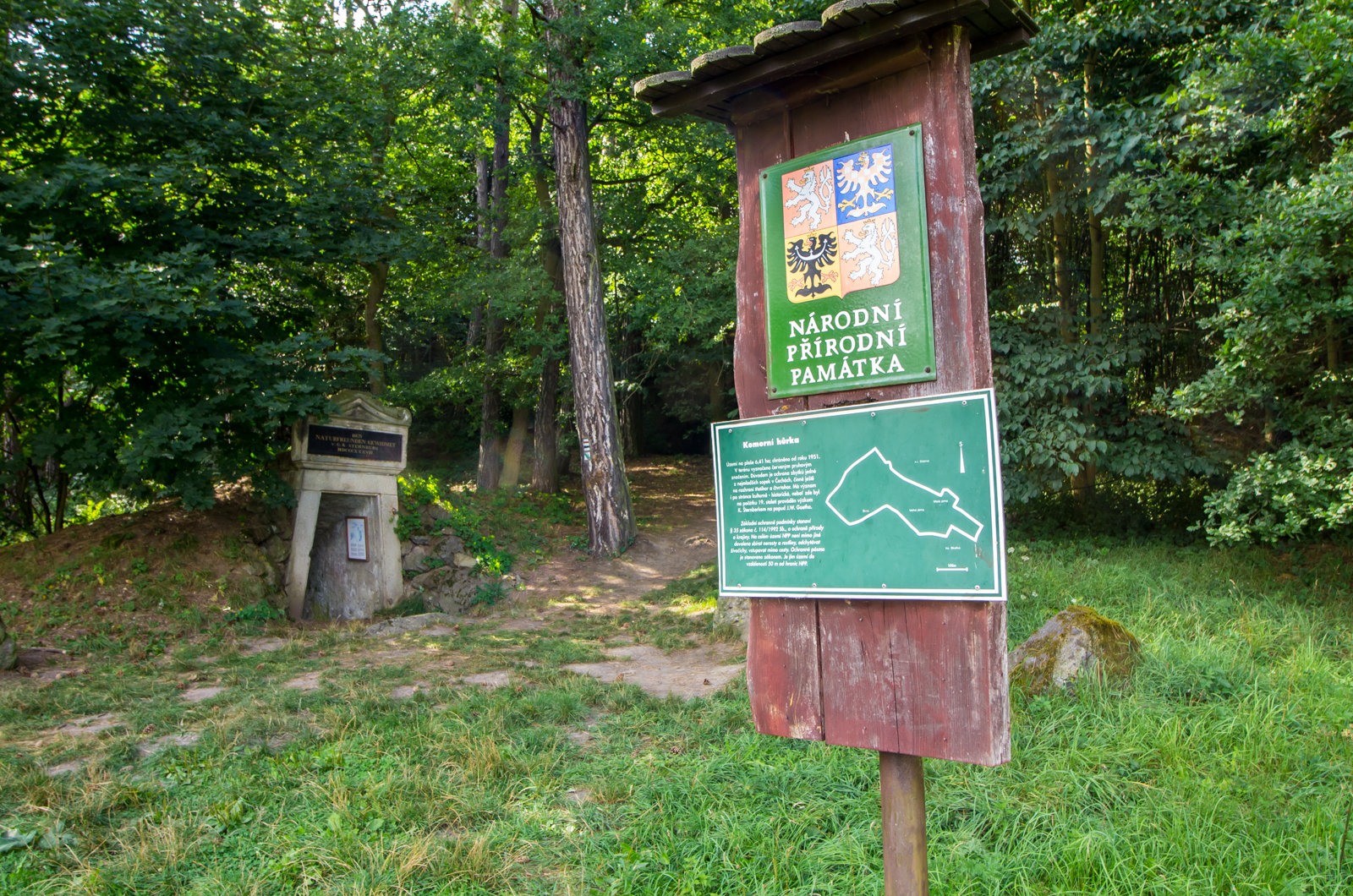
Informační tabule u portálu průzkumné štoly.
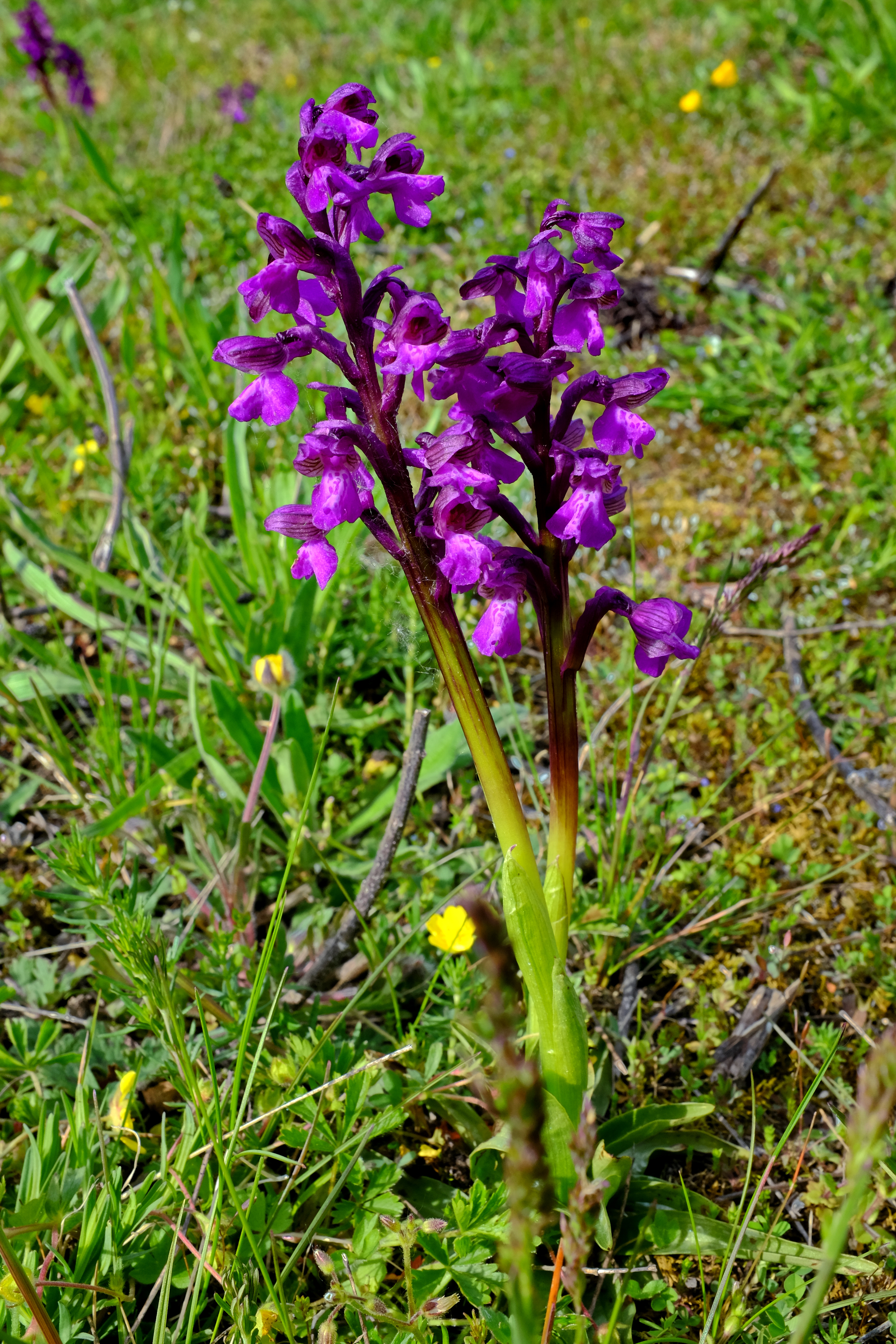
Vstavač kukačka v opuštěné těžební jámě v květnu 2021
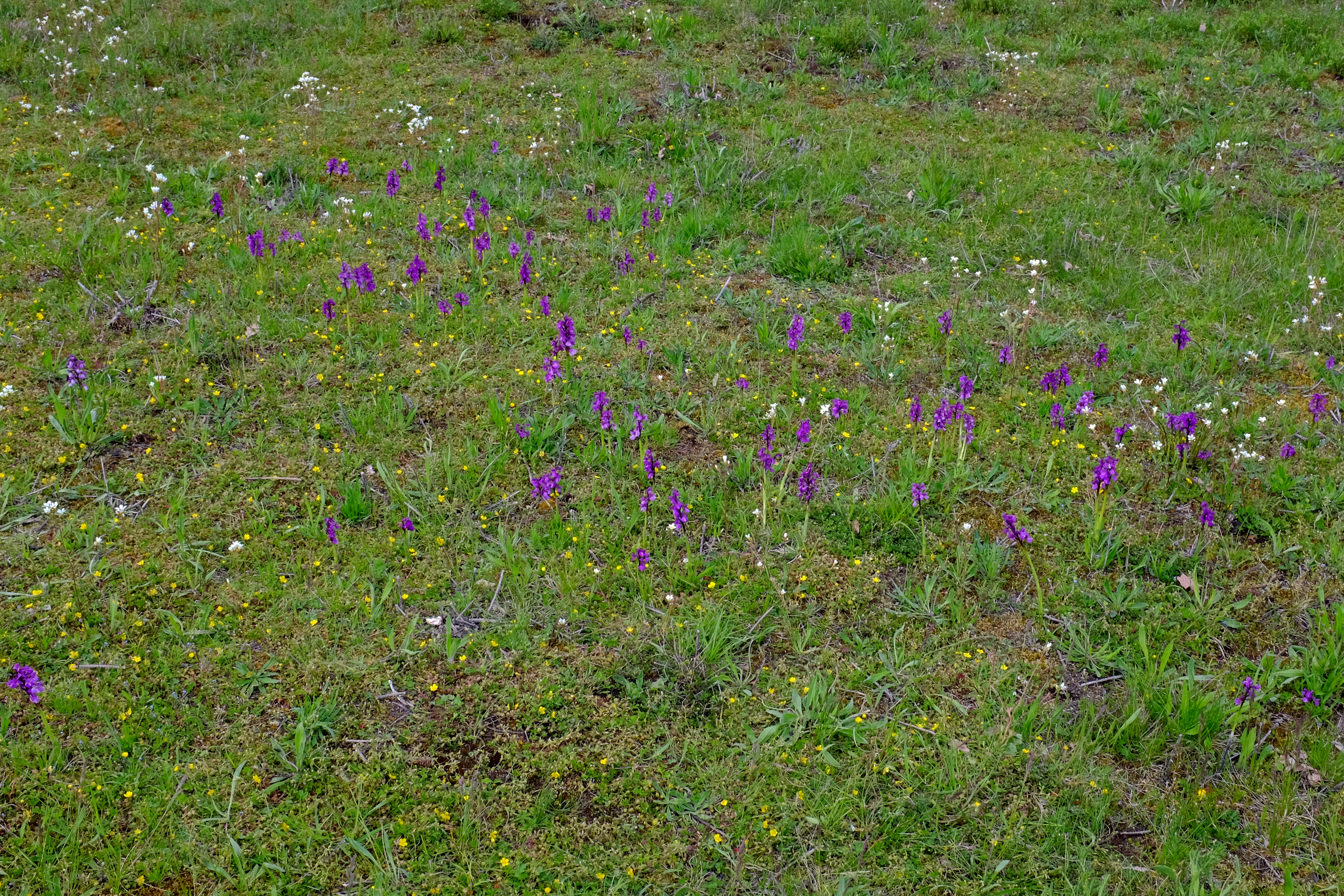
Pohled na „rozkvetlou“ těžební jámu v květnu 2021